# Do Redo
Do Redo är ett återvinnings- och handarbetsprojekt som startades 2003 av formgivarna Katarina Brieditis och Katarina Evans, VD:n på Östergötlands ullspinneri Ulla-Karin Hellsten samt skribenterna Sonoko Sato och Anna-Stina Lindén Ivarsson. Det består av en utställning, bok, föreläsningar, workshops, garn och färdiga materialkit för stickning och broderi. Allt är ämnat att inspirera till handarbete och återbruk. 
Bokens Do Redo Konsten att slakta en tröja visar hur man kan använda gamla ylletröjor och göra nya plagg av dem, inspirerad av gamla handarbetstekniker och dagsaktuellt mode – vilket kallas att doredo:a. Utställningen och bok innehåller en rad exempel på nya modeplagg gjorda av gamla ylletröjor, skänkta av Myrorna. Utställningen Do Redo har visats på Svenska Ambassaden i Tokyo, Kulturhuset och Nordiska museet i Stockholm, Röhsska museet i Göteborg, Teknikens hus i Luleå och Kulturen i Lund. Boken finns idag översatt till engelska, danska och finska.